# Donja Jagodnja
Donja Jagodnja – wieś w Chorwacji, w żupanii zadarskiej, w gminie Polača. W 2011 roku liczyła 113 mieszkańców.